# Chẹo đất lớn
Chẹo đất lớn (danh pháp hai phần: Geococcyx californianus) là một loài chim thuộc họ Cu cu. Cùng với chẹo đất nhỏ, chúng tạo thành chi chẹo đất.

## Miêu tả
Chẹo đất lớn dài khoảng 52–62 cm (20–24 in) và sải cánh dài 43–61 cm (17–24 in) và cân nặng 221–538 g (7,8–19,0 oz). Nó cao khoảng 25–30 cm (9,8–11,8 in) và là loài cu cu lớn nhất Bắc Mỹ. Con trưởng thành có một mào rậm và mỏ dài và tối. Đuôi dài màu đen tối, đầu và lưng màu đen tối, và là màu xanh da trời trên mặt trước của cổ và bụng. Chúng có bốn ngón trên mỗi bàn chân, hai hướng về phía trước, và hai hướng về sau.

## Hành vi
Chẹo đất lớn làm tổ trên một đám que thấp trong một cây xương rồng hoặc một bụi cây và đẻ 3-6 trứng, trứng nở trong vòng 20 ngày. Chim con mọc đủ lông trong vòng 18 ngày. Các cặp chim bố mẹ có thể nuôi thêm một lứa nữa.
Loài chim này bước đi nhanh, chạy theo con mồi. Thức ăn chủ yếu của loài chim này là động vật nhỏ bao gồm côn trùng, nhện (bao gồm cả các nhện góa phụ đen), tarantula, bọ cạp, chuột, chim nhỏ và đặc biệt là những con thằn lằn và rắn nhỏ. Các loài rắn có nọc độc, bao gồm rắn chuông nhỏ, dễ bị chúng săn bắt . Chúng giết chết con mồi bằng cách giữ các nạn nhân trong mỏ và mổ xuống đất nhiều lần.
Mặc dù có khả năng bay có giới hạn, chúng dành phần lớn thời gian trên mặt đất, và có thể chạy ở tốc độ lên đến 32 km/h). Có các trường hợp loài chim này đã chạy nhanh lên đến 42 km/h đã được ghi nhận . Đây là tốc độ chạy nhanh nhất tốc độ cho một loài chim biết bay, nhưng gần như không nhanh đến 70 km/h của loài đà điểu không bay được và lớn hơn nhiều .

## Nơi sinh sống
Khu vực sinh sản là sa mạc và xứ cây bụi ở Tây Nam Hoa Kỳ và bắc México. Nó có thể được tìm thấy ở các tiểu bang Hoa Kỳ California, Arizona, New Mexico, Texas, Nevada, Utah, Colorado, Oklahoma, và hiếm ở Kansas, Louisiana, Arkansas và Missouri, cũng như các bang của Mexico Baja California, Baja California Sur, Sonora, Sinaloa, Chihuahua, Durango, Jalisco, Coahuila, Zacatecas, Aguas Calientes, Guanajuato, Michoacán, Querétaro, México, Puebla, Nuevo León, Tamaulipas, và San Luis Potosí.

## Hình ảnh

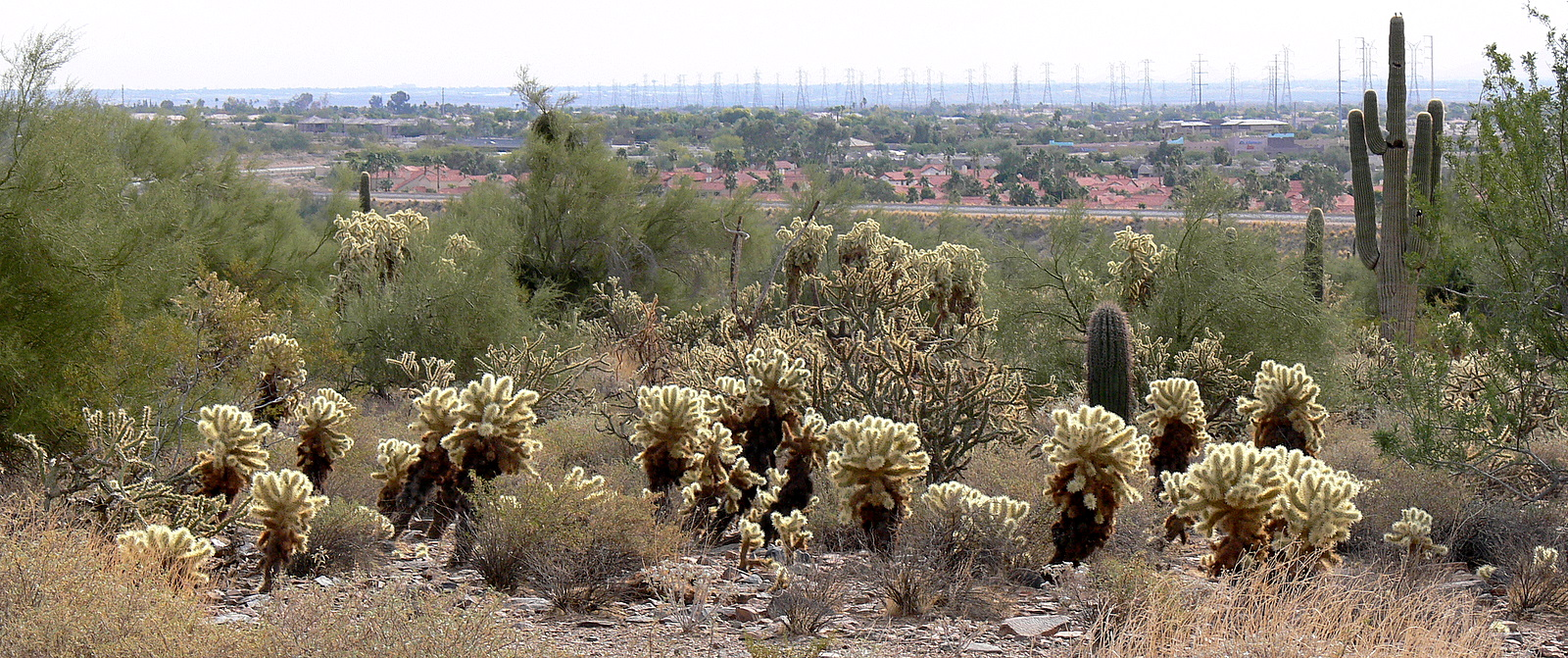
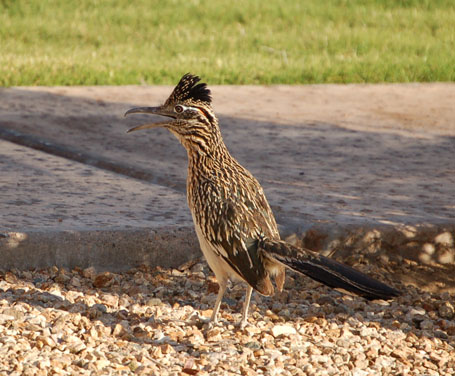
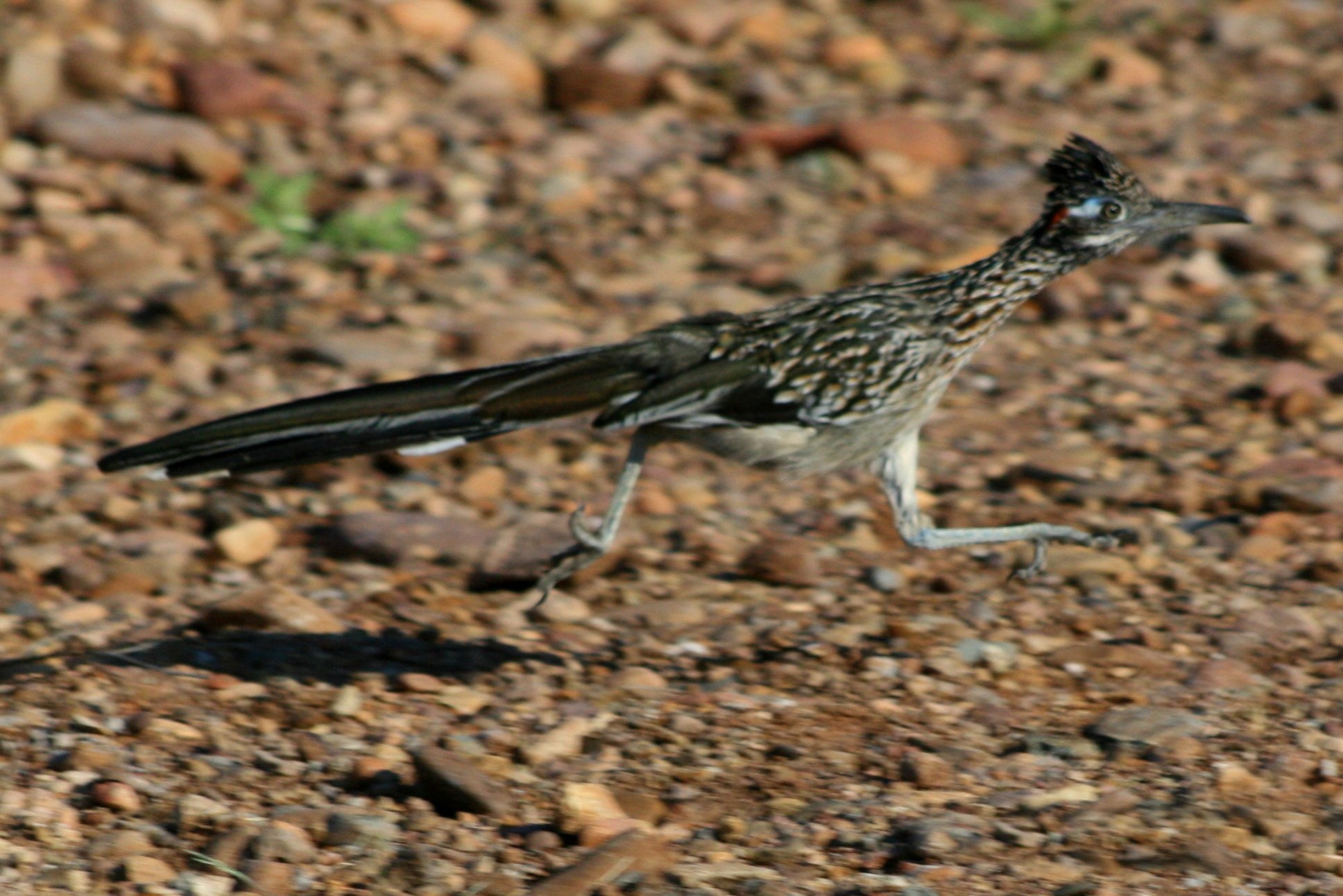
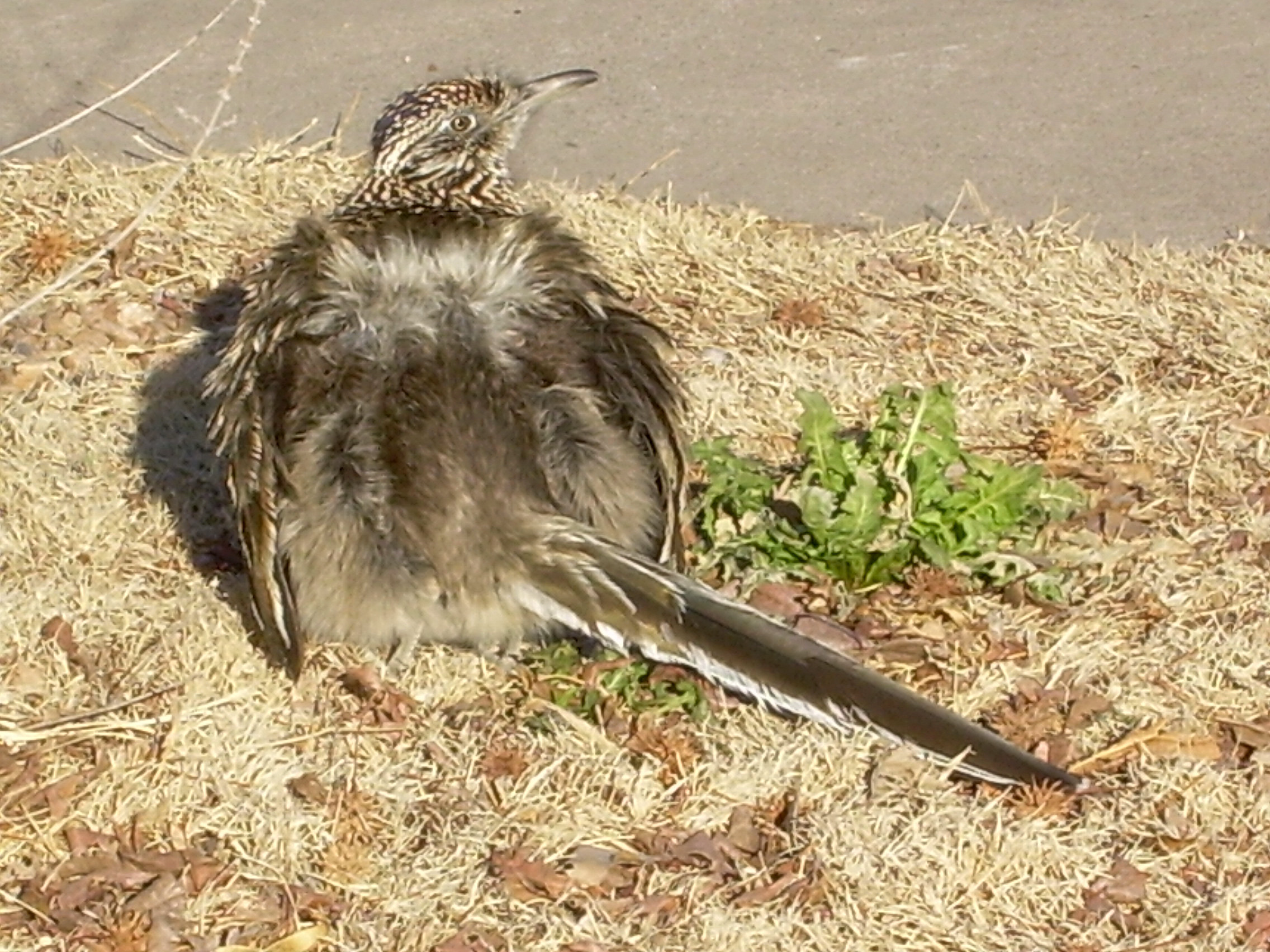
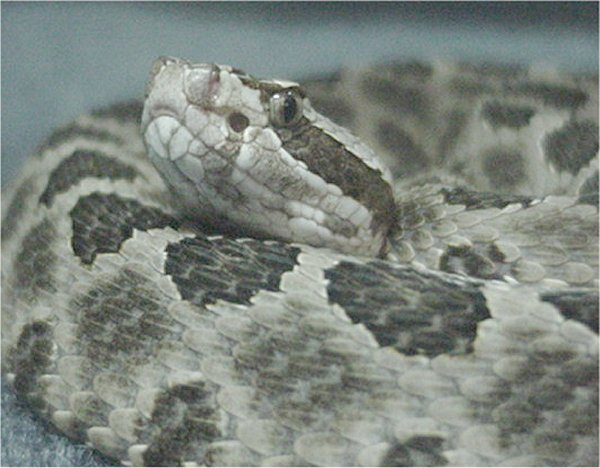
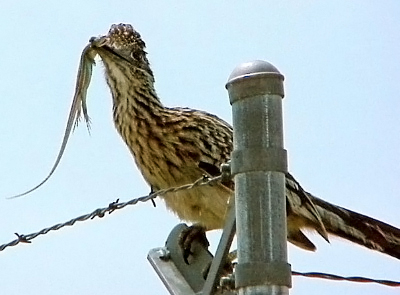
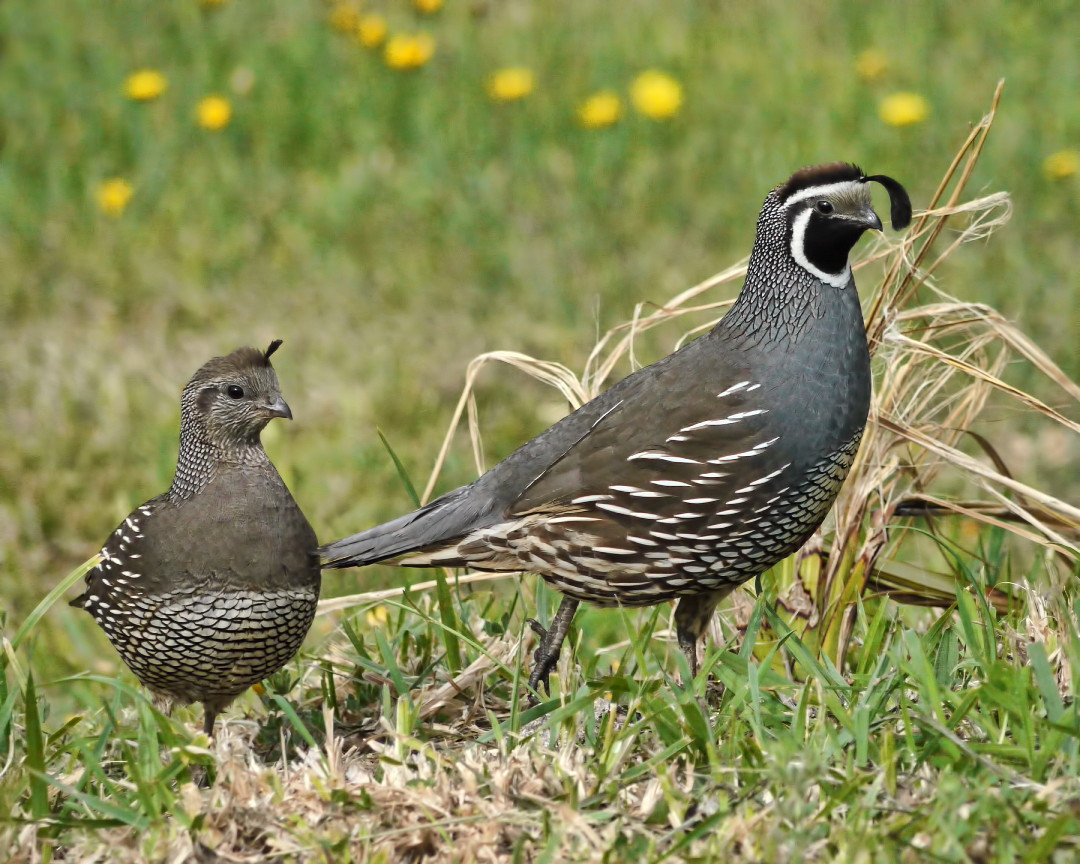